# A farkasfiú igaz története
A farkasfiú igaz története (eredeti cím: The True Adventures of Wolfboy) 2019-ben bemutatott amerikai fantasyfilm, amelyet Olivia Dufault forgatókönyvéből Martin Krejčí rendezett. A főbb szerepekben Jaeden Martell, Chris Messina, Eve Hewson, Chloë Sevigny, John Turturro, Nick Pulinski és Sophie Giannamore látható.
Világpremierje 2019. július 2-án volt a Karlovy Vary-i Nemzetközi Filmfesztiválon, a Vertical Entertainment 2020. október 30-án mutatta be a mozikban.Sophie Giannamore

## Cselekmény
Egy Paul Harker nevű tinédzser fiúnak olyan bőrbetegsége van, amely miatt a bőrén vérfarkasszerű bunda és szőrzet nő az egész testén. Elszökik otthonról és apjától, Dennytől, hogy megkeresse elhidegült édesanyját. Miután rövid ideig a kizsákmányoló vidámpark-tulajdonos Mr. Silknél dolgozik utazásai finanszírozása céljából, Paul összebarátkozik egy „sellő” transznemű lánnyal és feltörekvő énekessel, Arisztianával, aki a társa lesz, miközben Denny, Mr. Silk és Pollok nyomozó üldözik őt.

## Szereplők
| Szerep                  | Színész                    | Magyar hang      |
| ----------------------- | -------------------------- | ---------------- |
| Paul Harker             | Jaeden Martell             | Pál Dániel Máté  |
| Aristiana               | Sophie Giannamore          | Engel-Iván Lili  |
| Denny Harker            | Chris Messina              | Kékesi Gábor     |
| Rose                    | Eve Hewson                 | Staub Viktória   |
| Jen                     | Chloë Sevigny              | Varga Gabriella  |
| Mr. Silk                | John Turturro              | Schnell Ádám     |
| Percy                   | Nick Pulinski              | Kretz Boldizsár  |
| Pollok                  | Michelle Wilson            | Bánfalvi Eszter  |
| Nicholas                | Stephen McKinley Henderson | Schneider Zoltán |
| Aristiana anyja         | Melissa Mandisa            |                  |
| Benzinkúti eladó        | JJ Alfieri                 |                  |
| Karneváli védnökök      | Bill Smith                 |                  |
| Karneváli védnökök      | Joshua R. Aragon           |                  |
| Bohócok                 | Bob Rusch                  |                  |
| Bohócok                 | Greg Hinaman               |                  |
| Anya                    | Margo Davis                |                  |
| Percy anyja             | Kristy Nolen               |                  |
| Jezabel, a nevető bohóc | Sheri Fairchild            |                  |
| Larry „Szőrös Larry”    | Mikey Tenerelli            |                  |
| Buck                    | Colin Patrick Farrell      |                  |

### Magyar változat
- Magyar szöveg: Fehérvári Laura
- Hangmérnök: Policza Imre
- Vágó: Házi Sándor
- Gyártásvezető: Újréti Zsuzsa
- Szinkronrendező: Aprics László
- Produkciós vezető: Dallos Miklós

A szinkront az SDI Media Hungary készítette el.

## A film készítése
A film forgatása 2017. szeptember közepén kezdődött Buffalo Niagara régióban.

## Bemutató
Világpremierje 2019. július 2-án volt a Karlovy Vary-i Nemzetközi Filmfesztiválon. 2020 szeptemberében a Vertical Entertainment megvásárolta a film amerikai forgalmazási jogait. 2020. október 30-án jelentették meg.

## Fogadtatás
A Rotten Tomatoes weboldalon 78%-os értékelést kapott 50 kritika alapján, az átlagos értékelése 6,6 pont a 10-ből. Az oldal szöveges összefoglalója szerint: „A farkasfiú igaz története elkeserítően kiegyensúlyozatlan lehet, de a méltó történet és a karakterek iránti együttérzés segít abban, hogy ennek a felnőtté válási történetnek a hibáit könnyen megbocsássuk.” Albert Nowicki, a Filmawka munkatársa „elbűvölőnek” nevezte a filmet, és úgy vélte, meg kell dicsérni a transznemű karakter (Aristiana) és a transz színésznő (Sophie Giannamore) szerepeltetése miatt.